# Сверхновая Рефсдала
Сверхновая Рефсдала (SN Refsdal) — первая обнаруженная сверхновая, подверженная гравитационному линзированию, наблюдавшаяся в поле скопления галактик MACS J1149+2223. Сверхновая получила название в честь норвежского астрофизика Сюра Рефсдала, который в 1964 году впервые предложил использовать полученные с временной задержкой изображения линзированной сверхновой  для исследования расширения Вселенной. Наблюдения объекта стали доступны благодаря использованию космического телескопа Хаббл.

## Крест Эйнштейна
Родительская галактика сверхновой Рефсдала находится на красном смещении z = 1,49, что соответствует сопутствующему расстоянию 14,4 млрд световых лет и времени 9,34 миллиардов лет назад. Кратные изображения расположены в виде креста вокруг эллиптической галактики с красным смещением z = 0,54, такое расположение известно как «Крест Эйнштейна».

## Повторный вид

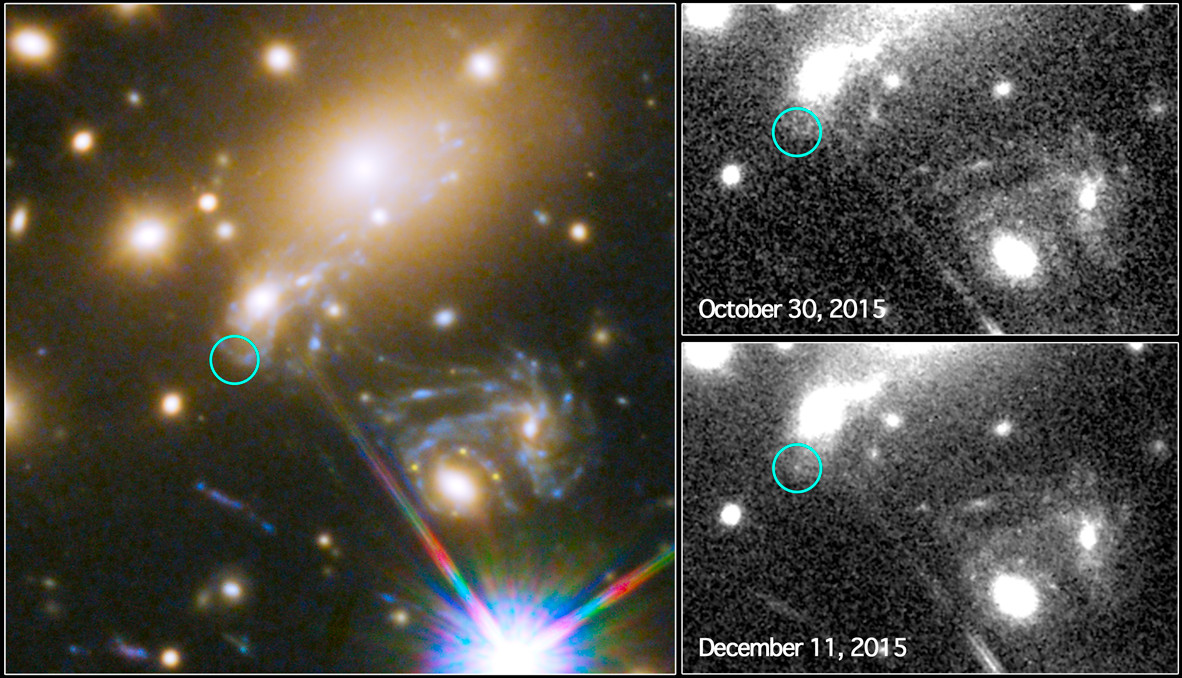
Изображение слева показывает часть глубокого обзора поля скопления галактик MACS J1149.5+2223 в рамках программы Frontier Fields. Кружком показано предсказываемое положение нового места обнаружения сверхновой. Внизу справа показан крест Эйнштейна в конце 2014 года. Изображение справа вверху демонстрирует наблюдения телескопа Хаббл в октябре 2015 года, в начале наблюдательной программы для обнаружения предсказанных положений сверхновых. Изображение справа внизу соответствует открытию сверхновой Рефсдала 11 декабря 2015 года, как и предсказывали несколько моделей

После открытия сверхновой Рефсдала астрономы предсказывали, что предоставится редкая возможность снова увидеть сверхновую приблизительно через год, после того как четыре изображения исчезли. Такое предсказание стало возможным, поскольку первоначальная картина из четырёх изображений является лишь одним компонентов линзированного изображения. Сверхновая могла выглядеть как единое изображение 40—50 лет назад при наблюдении другой точки поля скопления галактик.
Сверхновая Рефсдала появилась снова в точности в предсказанном местоположении в интервале от середины ноября до 11 декабря 2015 года (точная дата не определена в пределах месяца, поскольку наблюдения выполнялись телескопом Хаббл с интервалом месяц), в согласии с предсказанием. Временная задержка между первоначальным четырехкратным изображением, наблюдавшимся в 2014 году, и более поздним видом сверхновой в 2015 году использовалась для оценки постоянной Хаббла. Подобный алгоритм наблюдений использовался впервые, первоначально он был предложен Рефсдалом, в данном случае он применялся к сверхновым.